# 雅克·柯尔宫
雅克·柯尔宫（Palais Jacques-Cœur）是法国中央-卢瓦尔河谷大区谢尔省布尔日的一座历史建筑，哥特式建筑，建于1443-1451年，原业主为富商雅克·柯尔。但此后雅克·柯尔被关押三年，然后逃到希腊，死在那里。
这座宫殿被认为是十五世纪最优秀和最豪华的民用建筑物之一。
该建筑于1840年列为法国历史古迹。1925年被国家收购。

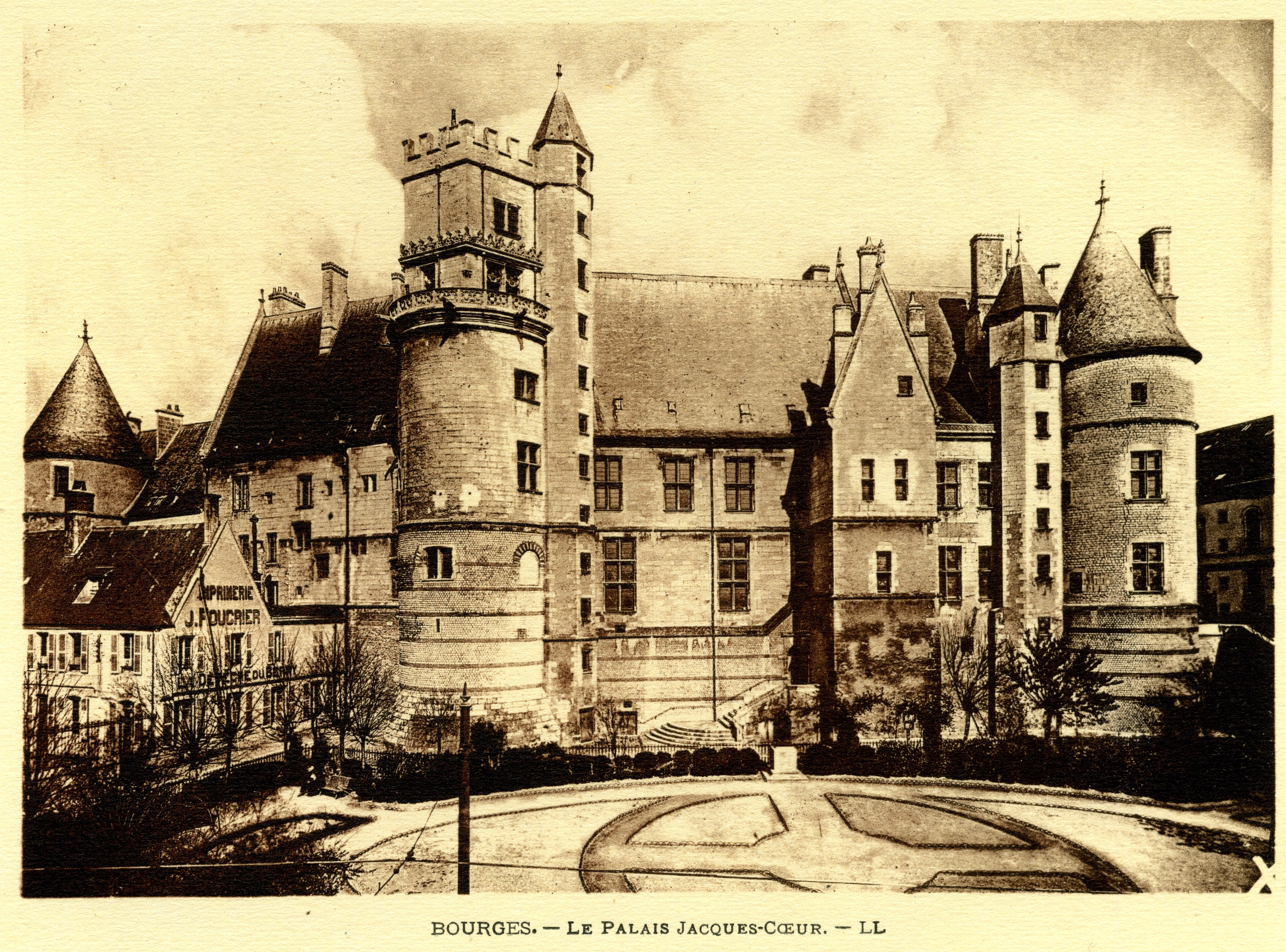
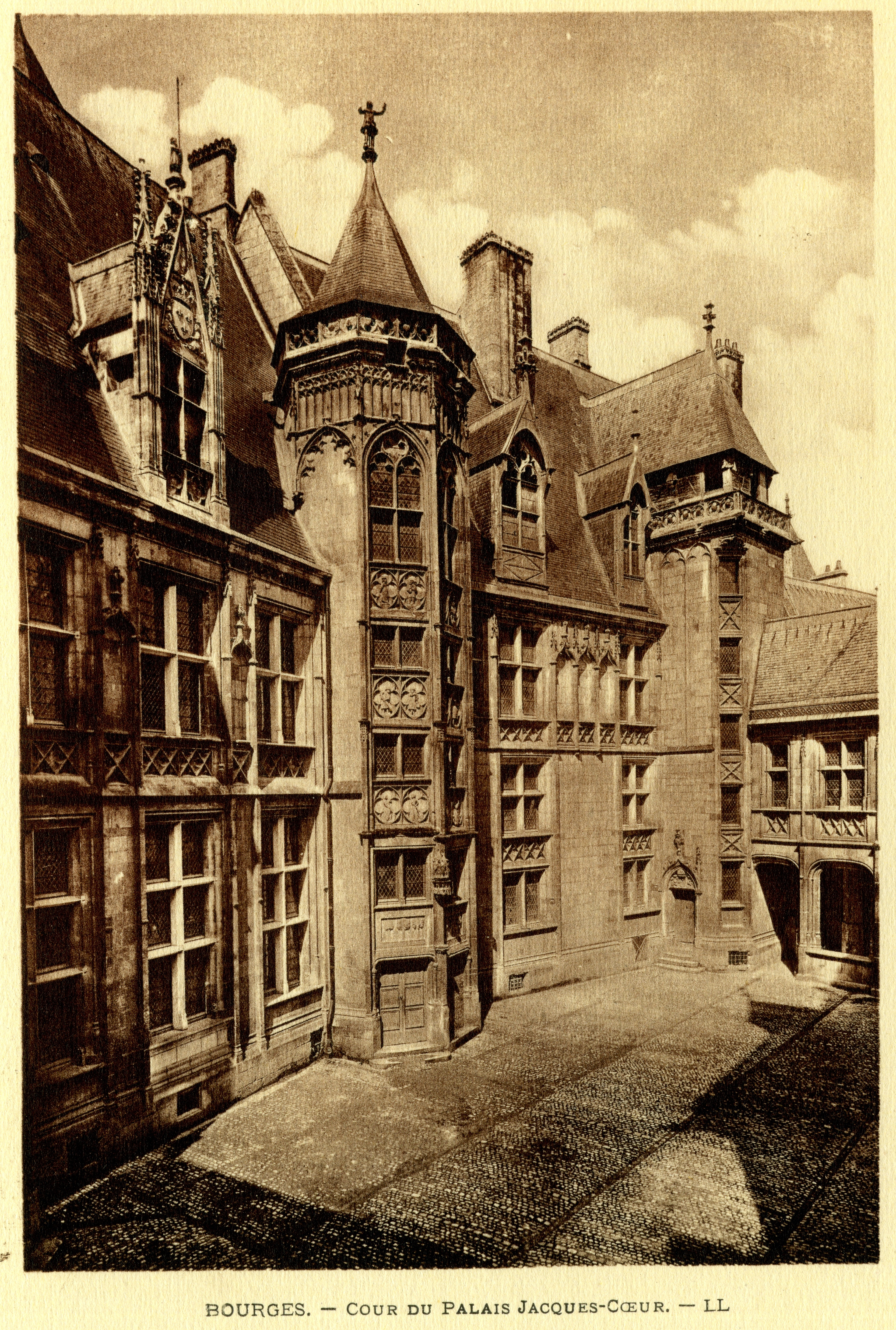
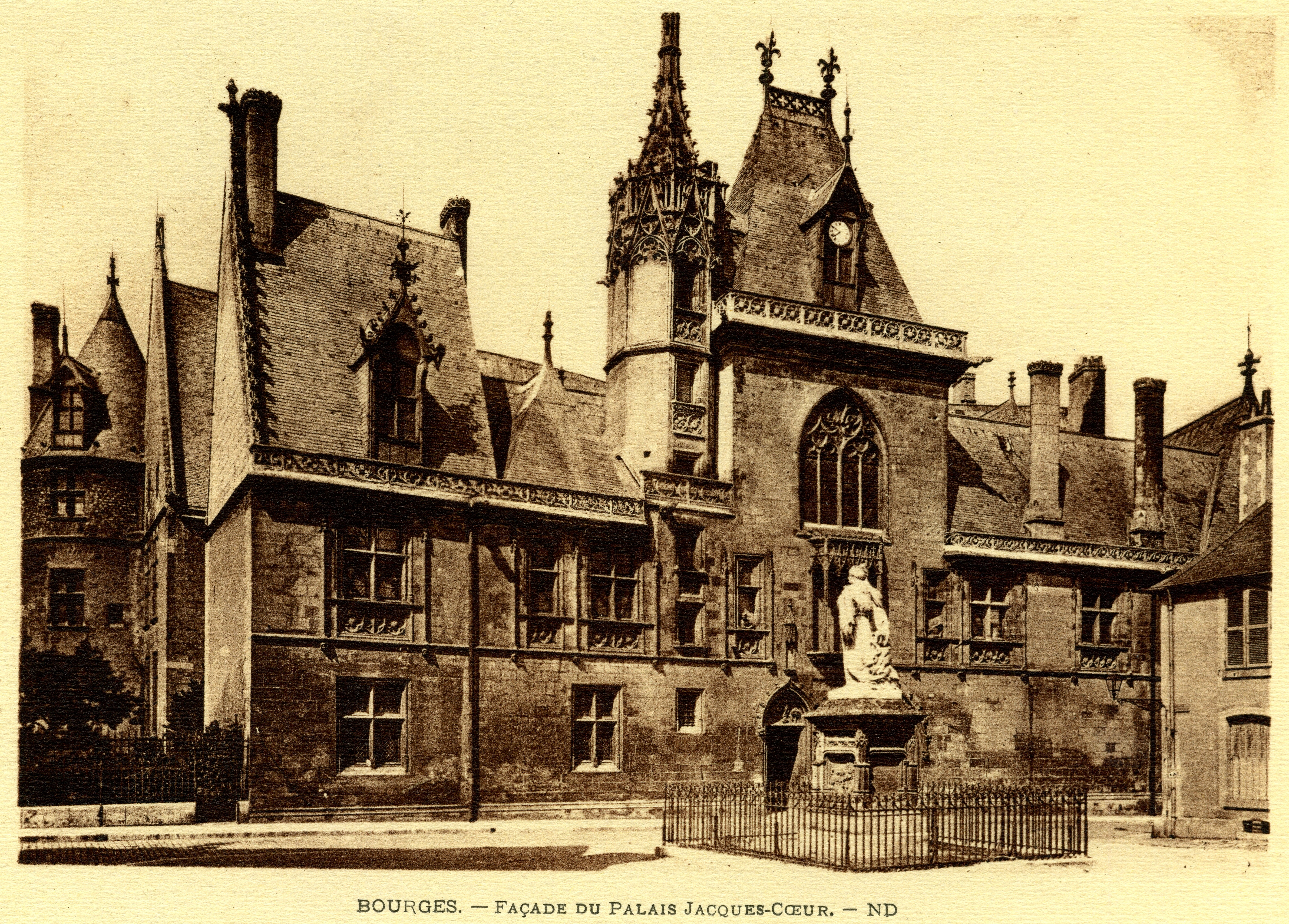
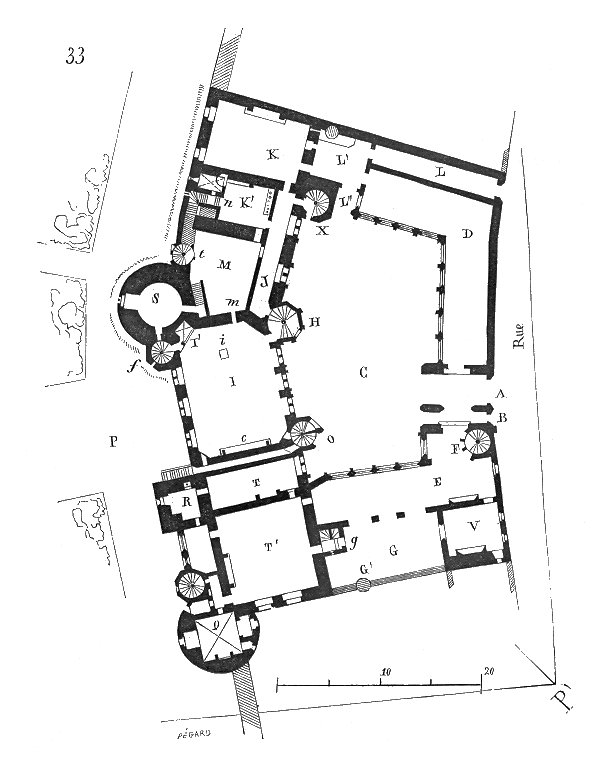
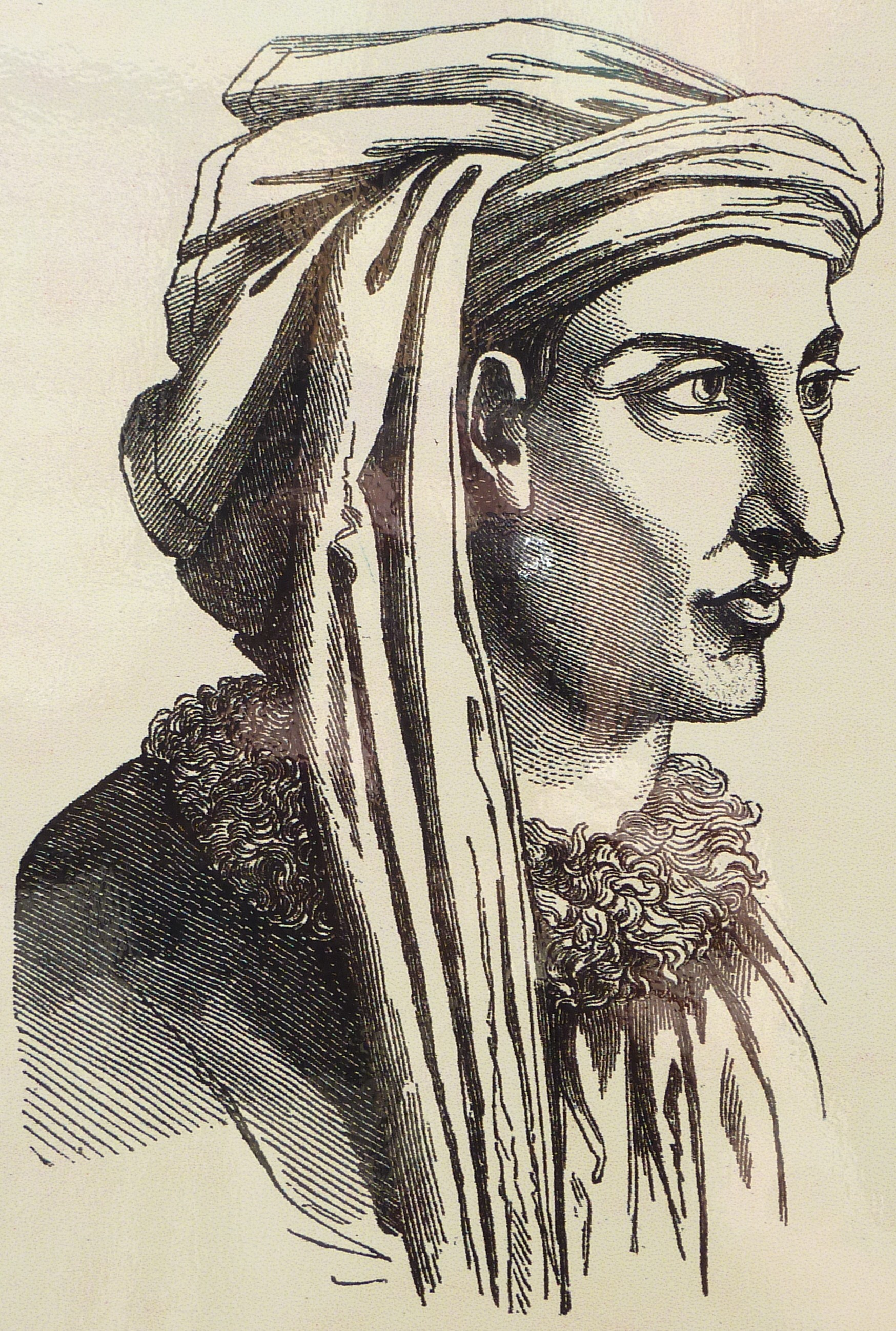
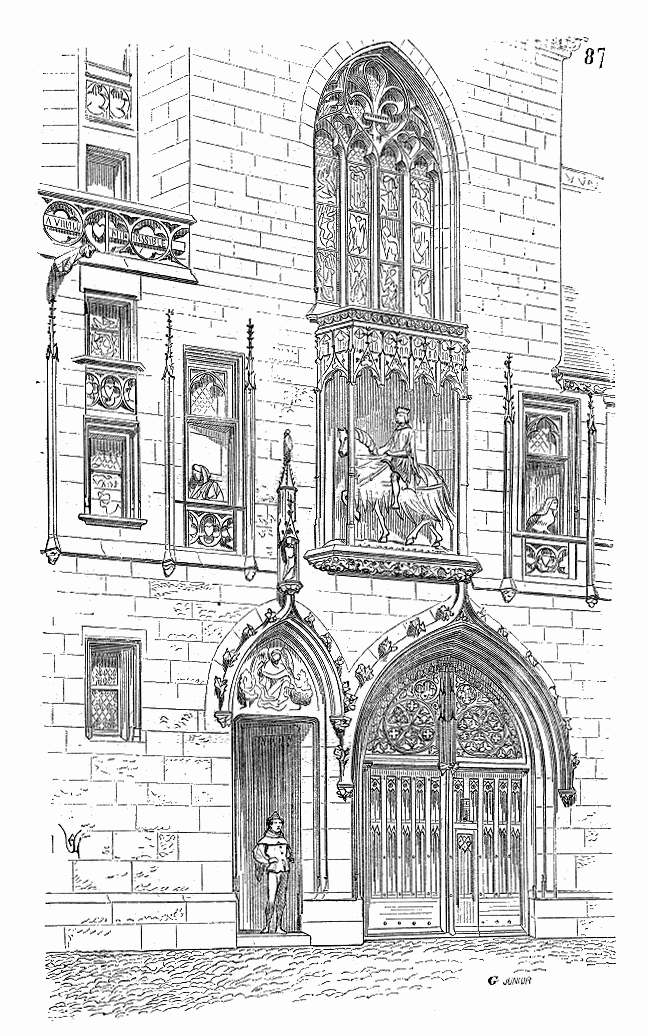
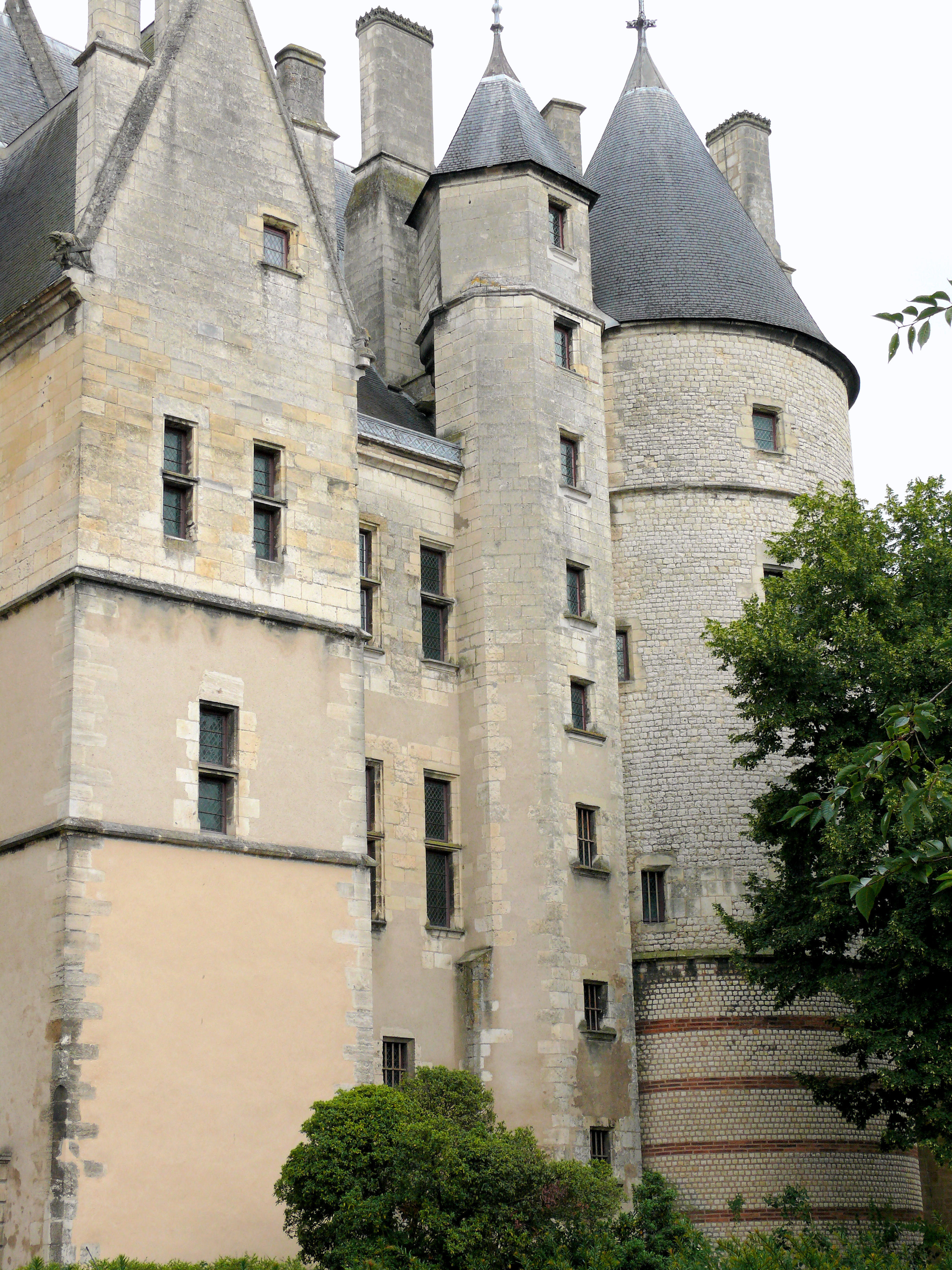
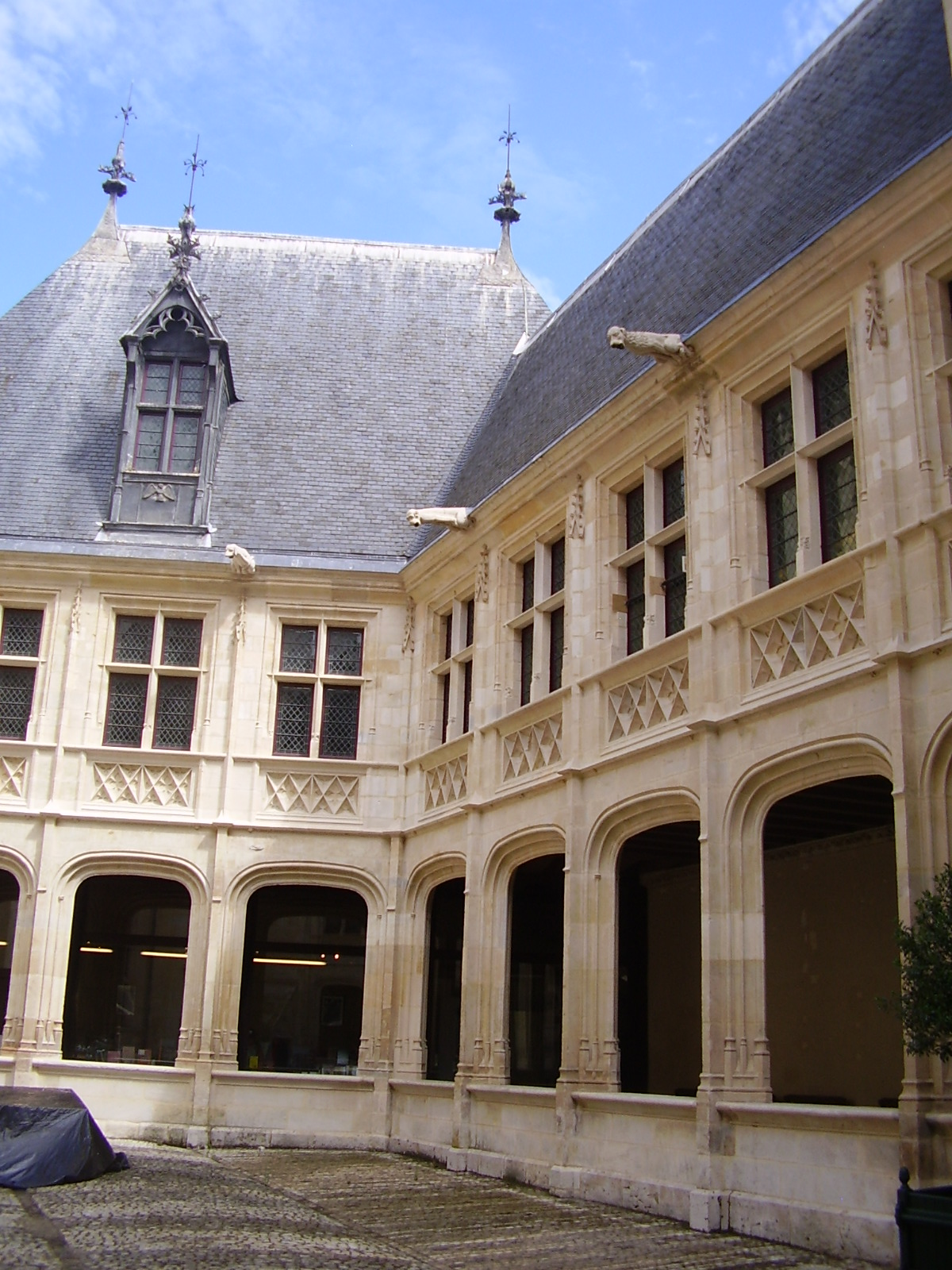
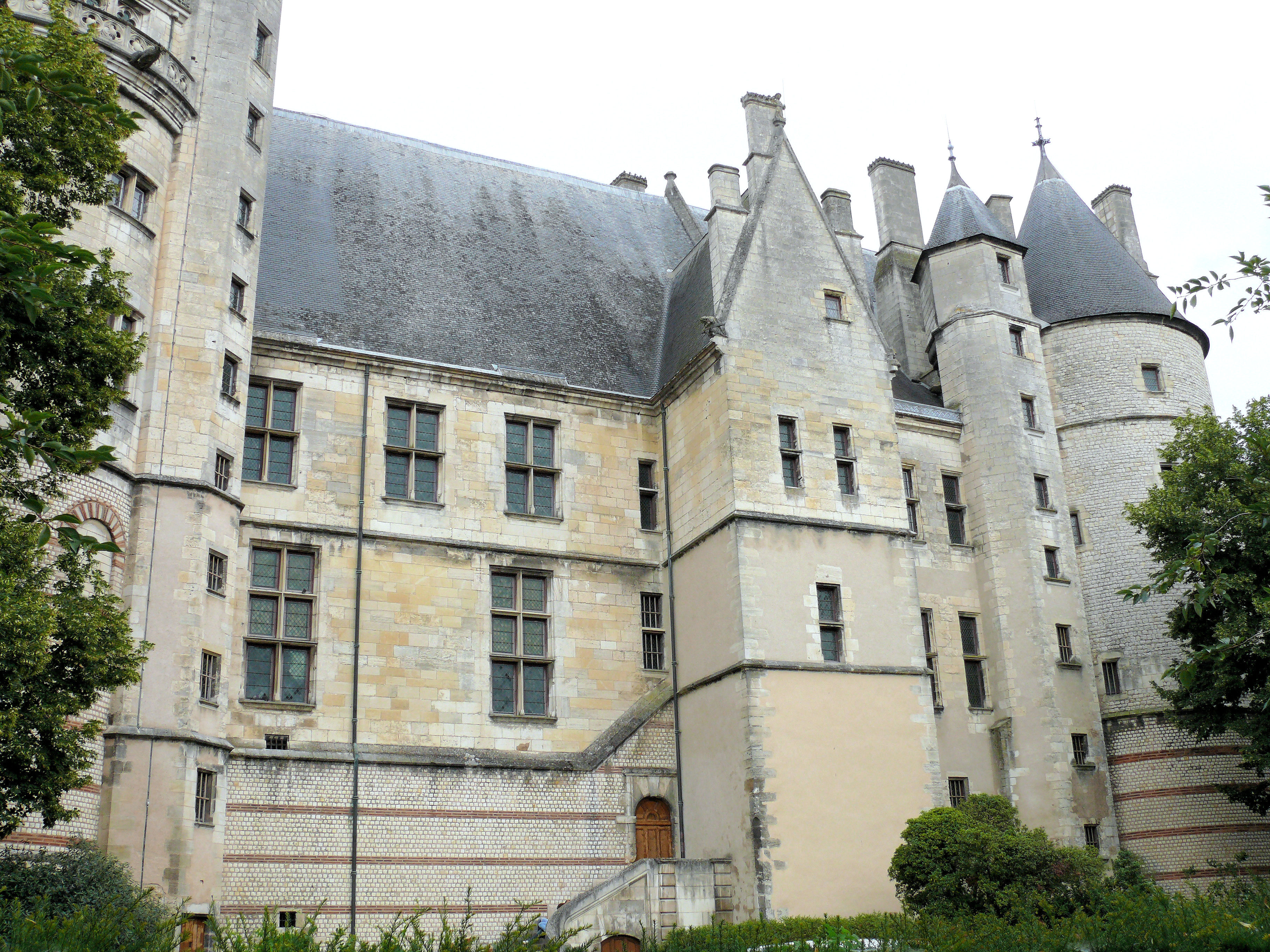
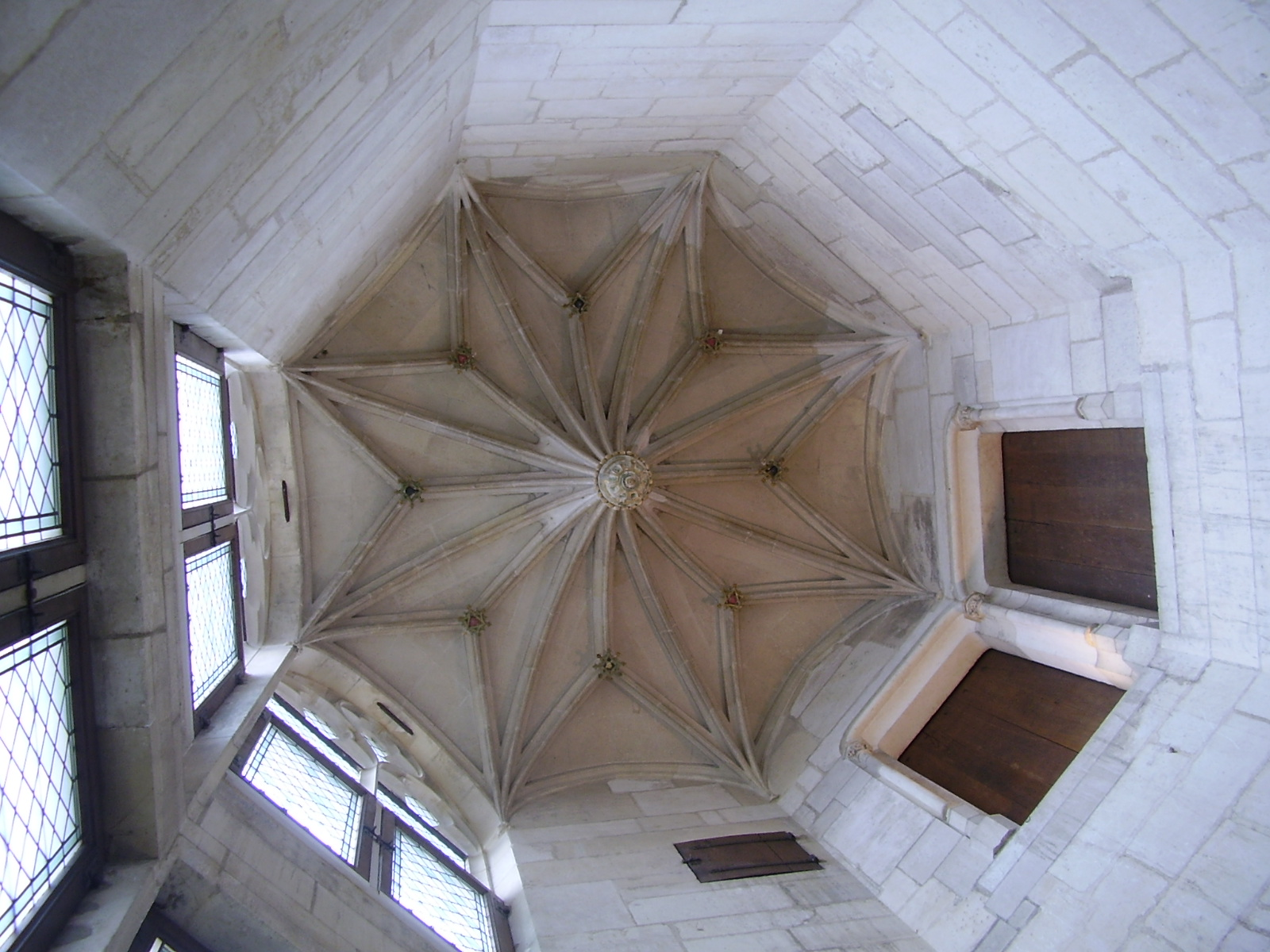